# Autostrada A58 (Włochy)
Autostrada A58 (Wschodnia Zewnętrzna Obwodnica Mediolanu) (wł. Tangenziale Est Esterna di Milano) – autostrada w aglomeracji Mediolanu stanowiąca fragment zewnętrznej autostradowej obwodnicy miasta. Arteria została oddana do ruchu w roku 2014. i przebiega ok. 20 km na wschód od centrum stolicy Lombardii. Trasa zaczyna swój bieg na autostradzie A4 w pobliżu miejscowości Agrate Brianza, krzyżuje się z autostradą A35 w pobliżu Melzo, a kończy na autostradzie A1 w pobliżu miasta Melegnano. Droga na całej długości jest płatna, co pozwala na ominięcie od wschodniej strony Mediolanu bez potrzeby zatrzymywania się na punktach poboru opłat. Operatorem drogi jest spółka Società Tangenziali Esterne di Milano.